# Cantonul Villebrumier
Cantonul Villebrumier este un canton din arondismentul Montauban, departamentul Tarn-et-Garonne, regiunea Midi-Pyrénées, Franța.

## Comune
- Corbarieu
- Reyniès
- Saint-Nauphary
- Varennes
- Verlhac-Tescou
- Villebrumier (reședință)